# ستيف إدواردز (عالم نووي)
ستيف إدواردز (بالإنجليزية: Steve Edwards)‏ هو عالم نووي أمريكي، ولد في 16 يونيو 1930 في كوينسي في الولايات المتحدة، وتوفي في 26 مايو 2016 في تالاهاسي في الولايات المتحدة.